# Song or Suicide
Song or Suicide è il secondo album del cantautore svedese Nomy pubblicato il 1º gennaio 2008.

## Tracce
1. Cocaine – 4:12
2. On My Grave – 4:05
3. You Better Die Young – 3:46
4. Crucified by Love – 3:43
5. Time – 4:21
6. Let the Sun DIe – 3:48
7. My Religion – 3:19
8. Sweet Jose Kills Me – 4:56
9. Scarecrow – 4:23
10. Hold Your Head Up High – 3:27

Durata totale: 40:00